# Упгузум
Упгузум (нім. Uphusum) — громада в Німеччині, розташована в землі Шлезвіг-Гольштейн. Входить до складу району Північна Фризія. Складова частина об'єднання громад Зюдтондерн.
Площа — 7,06 км2. Населення становить 365 ос. (станом на 31 грудня 2020).

## Галерея

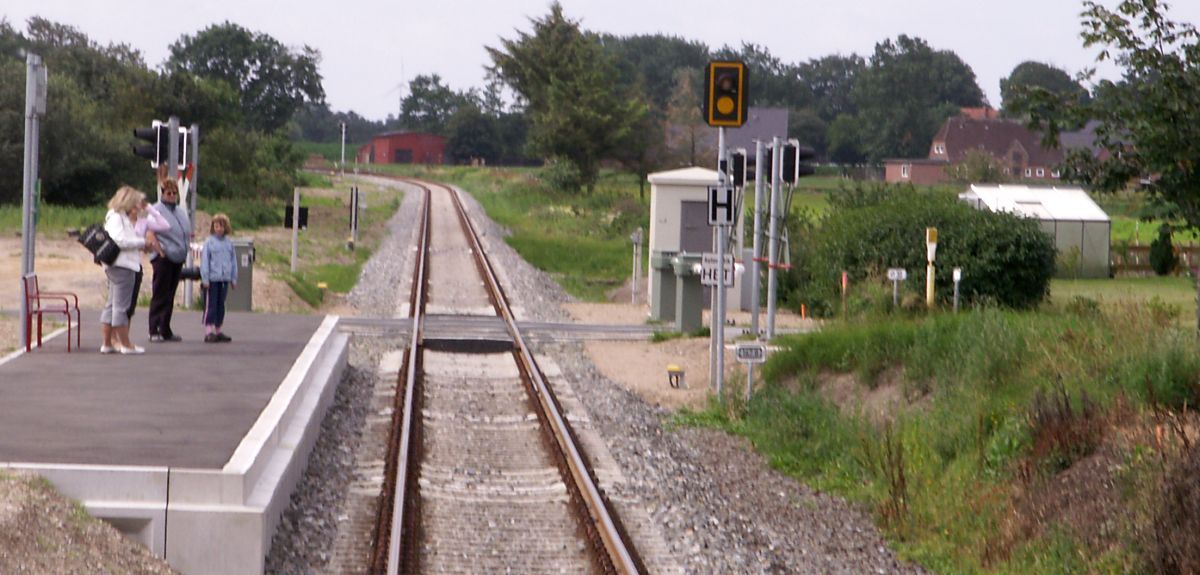